# Michael Caßler

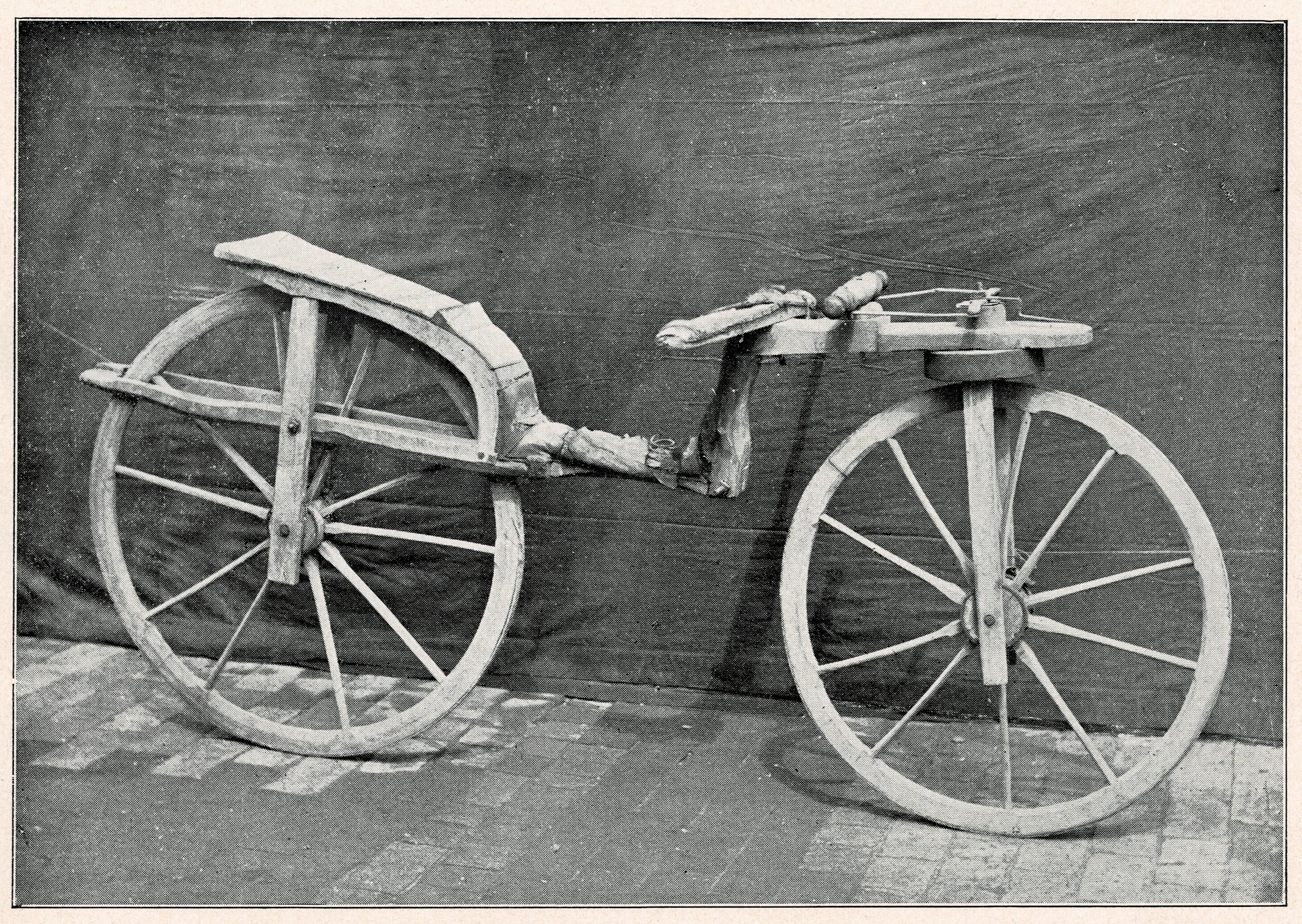
Das angeblich von M. Caßler gefertigte Laufrad 1903.

Michael Caßler, modernisiert Michael Kaßler / Kassler, (* 22. September 1733 in Braunsdorf, Herzogtum Sachsen-Weißenfels; † 12. Februar 1772 ebenda, Kurfürstentum Sachsen) war ein deutscher Böttcher / Stellmacher. Er soll Konstrukteur des ersten funktionsfähigen Laufrades gewesen sein.

## Leben

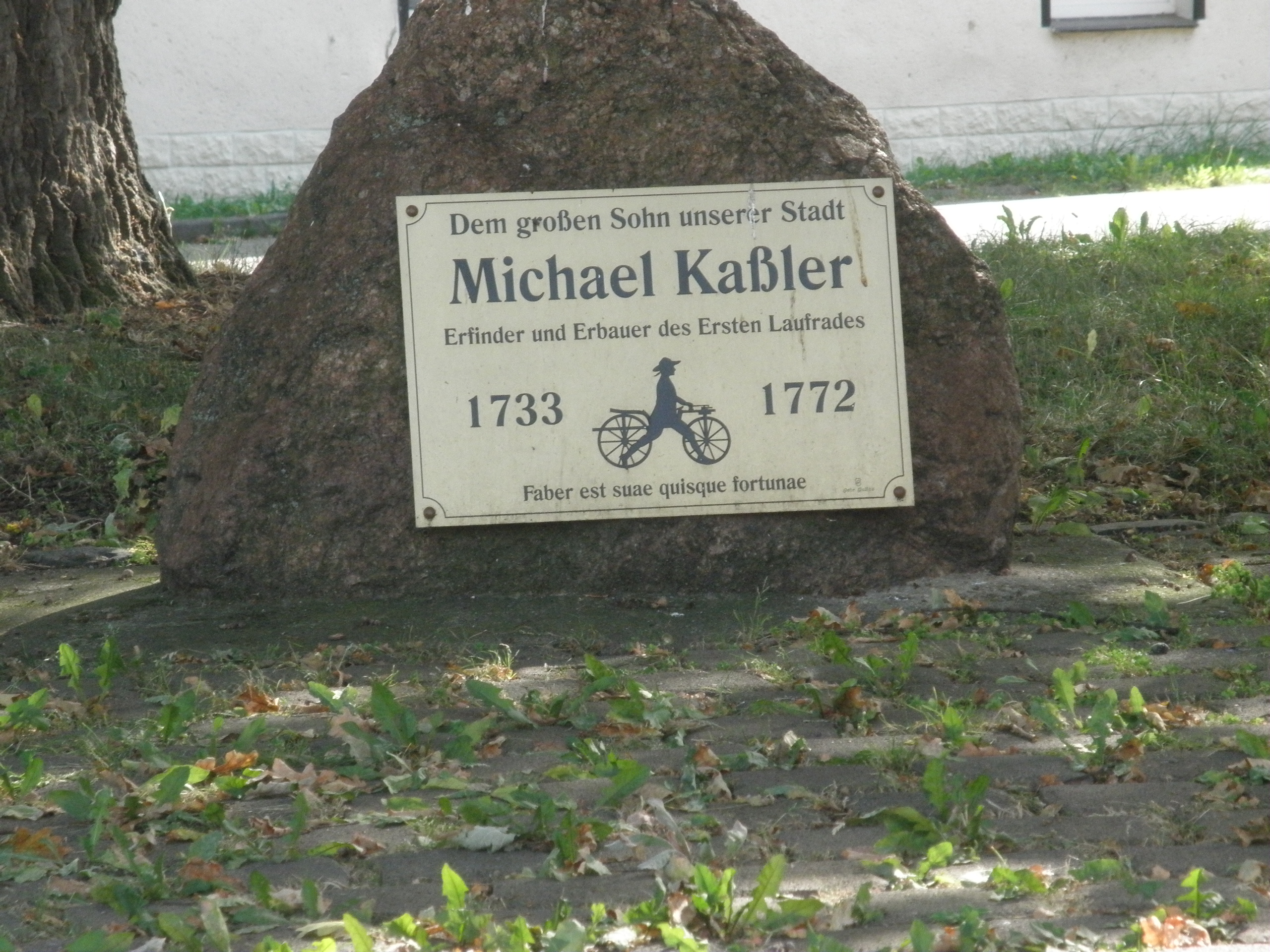
Michael Caßler, Gedenkstein in Braunsbedra

Caßler wurde als Sohn des Christoph Caßler (1698–1742) und der Dorothea Pursche (1711–1742) geboren und am 24. September in der Kirche von Braunsdorf getauft. Nachdem er früh die Eltern verloren hatte, wuchs er beim Bruder seiner Mutter auf. Dieser finanzierte seine Ausbildung zum Böttcher. 1749 wurde er in die Böttcherinnung der Stadt Freyburg (Unstrut) aufgenommen. Er betätigte sich jedoch auch als Stellmacher.
1761 soll er mit einem selbst konstruierten und gebauten Laufrad von Braunsdorf zum Schloss Bedra, das sich damals im Besitz derer von Taubenheim befand, gefahren sein. Dieses Laufrad befindet sich heute im Deutschen Museum in München; es ist aber wahrscheinlich Mechanikus Hoffmann 1817 in Leipzig zuzuordnen.
Neben dem Rad (das sich noch 1903 in Braunsdorf befand) erfand und baute er allerlei originelle Einrichtungen, wie ein geschickt angelegter Klingelzug von seiner Hoftür nach dem entfernten Wohnhaus, eine Buttervorrichtung und anderes.
Er hinterließ die beiden Söhne Michael und Christian Michael Caßler.

## Ehrungen
In Braunsdorf erinnert ein Gedenkstein an Caßler. In das Stadtwappen wurde ein Rad zum Gedenken an den Erfinder aufgenommen.